# Sphecius grandis
Sphecius grandis é uma espécie de vespa caçadora de cigarras do gênero Sphecius [en]. Esta espécie compartilha a mesma biologia de nidificação da vespa caçadora de cigarras oriental (Sphecius speciosus [en]). Sphecius grandis provisiona principalmente cigarras para suas crias, formando agregações de ninhos e acasalando e criando uma vez por ano, entre julho e início de agosto. A vespa mede, em média, de 3 a 5 cm de comprimento, com coloração amarelo-âmbar e anéis amarelos no abdômen.
As vespas do gênero Sphecius não são agressivas por hábito e utilizam seu veneno principalmente para paralisar cigarras, que são levadas aos ninhos para alimentar suas crias. As fêmeas capturam cerca de quatro ou mais cigarras para provisionamento, depositando-as em células de cria, onde também depositam ovos. S. grandis é endêmica da América Central, México e oeste dos Estados Unidos, sendo encontrada em altitudes médias mais elevadas que outras espécies de Sphecius. Os machos emergem antes das fêmeas, mas geralmente morrem poucos dias após a emergência.
S. grandis pode ser distinguida de Sphecius convallis (vespa caçadora de cigarras do Pacífico) pelo padrão de coloração dos tergitos gastrais. Anteriormente, as espécies eram diferenciadas pelo número de tergitos com marcas amarelas (cinco em Sphecius grandis e três em Sphecius convallis), mas um estudo recente demonstrou que esse critério não é suficiente. A distinção agora é feita pela densidade da punctuação nos primeiro e segundo tergitos.

## Taxonomia
A vespa caçadora de cigarras ocidental foi descrita pela primeira vez pelo naturalista americano Thomas Say em 1824, em Cânion Madera [en], Arizona, como Stizus grandis. Seu nome específico, do latim grandis, significa "grande". É uma das cinco espécies do gênero Sphecius na América do Norte.
Recentemente, suspeita-se que a vespa caçadora de cigarras ocidental possa representar mais de uma espécie. Ela coexiste com a vespa caçadora de cigarras oriental (Sphecius speciosus) e a do Pacífico (Sphecius convallis) no Parque Nacional de Big Bend, Texas, onde caçam e nidificam nas mesmas áreas, utilizando as mesmas espécies de cigarras. Análises de DNA mitocondrial indicaram que Sphecius grandis contém dois clados divergentes, que podem representar espécies distintas, separados pelas montanhas rochosas, com um clado predominante ao sul e leste e outro ao oeste.

## Descrição
Com comprimento variando de 3 a 5 cm, a vespa caçadora de cigarras ocidental é muito semelhante à sua prima oriental, Sphecius speciosus [en], apresentando um corpo preto com tons ruivos, listras âmbar e abdômen amarelo. A vespa possui manchas ruivas nos primeiro e segundo tergitos e marcas amarelas geralmente dos primeiro ao quinto tergitos, embora haja variações. A asa anterior das fêmeas mede, em média, entre 2,5 e 3 cm. As fêmeas, maiores que os machos, vivem cerca de um ano, suficiente para produzir uma ninhada, enquanto os machos morrem poucos dias após a emergência, após acasalar. Em seu livro A Natural History of the Sonoran Desert, Steven J. Phillips descreveu-as como: 
"parecendo superficialmente com vespões ou marimbondos enormes" e destacou que são "voadores poderosos com olhos compostos".
Os machos pesam, em média, 95 mg, enquanto as fêmeas, mais pesadas devido aos ovários e reservas nutricionais, chegam a 256 mg. A proporção entre massa muscular de voo e massa corporal é igual em ambos os sexos.

### Identificação
Diferenciar Sphecius grandis das outras quatro espécies do gênero Sphecius [en] na América do Norte (Sphecius convallis [en], Sphecius hogardii [en], Sphecius speciosus [en], Sphecius spectabilis) é desafiador. Inicialmente, a fêmea de Sphecius convallis era distinguida de Sphecius grandis pelas marcas amarelas nos tergitos gastrais, do primeiro ao terceiro em Sphecius convallis e em todos os tergitos em Sphecius grandis. Contudo, esse critério foi considerado insuficiente, pois as marcações variam dentro da mesma espécie.
Em 2004, Charles W. Holliday e Joseph R. Coelho desenvolveram uma nova chave de identificação, analisando 4.451 vespas das cinco espécies do novo mundo. Observaram que 98% das fêmeas de Sphecius convallis têm marcas amarelas nos tergitos de um a quatro (ou menos), enquanto 98% de Sphecius grandis apresentam marcas nos tergitos de um a cinco (ou mais). Os 2% de sobreposição entre S. grandis e Sphecius convallis foram resolvidos pela densidade da punctuação na coloração do primeiro tergito em relação ao segundo. As marcações nos machos de Sphecius grandis são idênticas às das fêmeas.

### Termorregulação
A vespa caçadora de cigarras ocidental é capaz de termorregulação, permitindo-lhe manter territórios durante o dia. Um estudo de Joseph R. Coelho demonstrou que, durante patrulhamento territorial, a espécie mantém uma temperatura torácica elevada e regulada. Experimentos mostraram que a vespa transfere calor do tórax para o abdômen, que é mantido mais frio. Vespas mortas expostas ao sol atingiram temperaturas anormalmente altas em comparação com as posicionadas em plantas próximas.

## Ciclo de vida

### Emergência e acasalamento
Após a eclosão, as crias se alimentam do tecido das cigarras fornecidas pela mãe. Os machos emergem antes das fêmeas, e ambos os sexos estão sexualmente receptivos entre julho e início de agosto, quando acasalam e criam. O naturalista inglês Charles Darwin sugeriu que o padrão de emergência masculina antes das fêmeas evoluiu por seleção natural para aumentar as chances de acasalamento dos machos. A emergência das fêmeas coincide com a de espécies de cigarras da região, como Tibicen duryi [en] e Tibicen parallela, que são caçadas para provisionar os ninhos. Muitas vespas apresentam marcas amarelas nos tergitos dorsais, embora algumas tenham essas marcas apenas do primeiro ao quinto tergito.

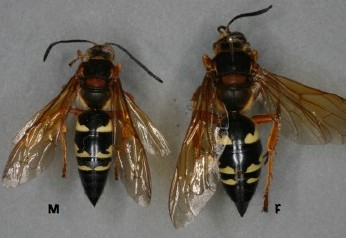
A vespa en (caçadora de cigarras oriental) compartilha muitas semelhanças comportamentais com Sphecius grandis.

Como os machos emergem antes, competem por territórios de acasalamento próximos aos ninhos das fêmeas. Durante confrontos, correm risco de danificar asas ou apêndices ao colidirem ou lutarem. Outra técnica de defesa é agarrar outro macho e carregá-lo para o alto, demonstrando força. Em geral, machos maiores predominam em combates. A idade influencia o sucesso na defesa de territórios; vespas mais jovens têm maior probabilidade de conquistar territórios. Alguns machos menores adotam táticas de acasalamento não territoriais, adiando a emergência para aumentar suas chances de sobrevivência.
Após emergir, a fêmea está receptiva sexualmente, mas não escolhe o parceiro, acasalando com o primeiro macho da espécie que a encontra. Após o acasalamento, ela rejeita avanços de outros machos.

### Nidificação e pouso
Os machos, após emergirem, estabelecem territórios próximos aos ninhos das fêmeas, defendendo áreas para aumentar as chances de acasalamento. Eles pousam em diversos substratos, como tocos, seixos, madeira, ervas, lâminas de grama ou galhos baixos de árvores, assumindo uma postura de alerta contra outros machos ou predadores. Um estudo do ecologista comportamental John Alcock [en] mostrou que a maioria das vespas marcadas retornava ao mesmo poleiro diariamente, com dois machos alternando entre dois locais distintos. A espécie raramente pousa no solo.
Sphecius grandis compartilha a mesma biologia de nidificação de Sphecius speciosus. Todas as vespas caçadoras de cigarras são insetos que nidificam no solo, e suas agregações de ninhos podem conter centenas de ninhos, cada um com uma única fêmea provisionadora. Os túneis são construídos em solos arenosos, bem drenados, geralmente sob calçadas, mas sempre em áreas ensolaradas. Cerca de 90% de sua vida é passada como larva. Elas raramente infestam áreas ricas em vegetação, preferindo solos expostos ao sol. Os montes de terra são reconhecíveis pela entrada de escavação em forma de U.

### Hábitos de alimentação e caça
Sphecius grandis apresenta hábitos de nidificação e alimentação muito semelhantes aos de outras espécies do gênero, especialmente Sphecius speciosus. Como a S. speciosus, a fêmea caça cigarras em troncos baixos de árvores, guiada pelos chamados dos machos de cigarras, paralisando-as ao atingir o sistema nervoso central com seu ferrão. Ela arrasta as cigarras para o ninho, depositando-as em células de cria, onde coloca um ovo por célula. As fêmeas transportam cigarras que, em média, são 88% mais pesadas que seu próprio corpo. Há hipóteses de que as vespas também capturem cigarras em pleno voo. Cada célula de cria contém aproximadamente duas ou mais cigarras. Após a eclosão, as larvas se alimentam do tecido das cigarras.
As vespas preferem caçar cigarras fêmeas por seu maior tecido consumível, mas os machos são mais fáceis de localizar, o que explica a predominância de capturas de machos. Elas caçam principalmente Tibicen duryi [en], Tibicen dealbata e Tibicen parallela. Sua capacidade de termorregulação permite caçar durante o dia, quando as cigarras são mais ativas. A espécie é geralmente inofensiva para humanos. Alguns machos, ao emergirem cedo, voam para árvores para se alimentar de seiva, e a espécie também consome néctar.
A picada desta espécie recebeu uma classificação de letalidade de 46 LC, medida por LC=μg⁄LD50 (LC="capacidade letal", μg="veneno no inseto", LD50="μg⁄g do veneno", g="tamanho do mamífero receptor" e LD="dose letal").

## Distribuição geográfica
As vespas caçadoras de cigarras ocidentais são encontradas em altitudes mais elevadas que outras espécies de Sphecius e são simpátricas com Sphecius convallis e Sphecius speciosus, embora Sphecius grandis ocorra, em média, em altitudes mais altas que Sphecius convallis. Um estudo mostrou que a altitude média de Sphecius grandis é de 755 m ± 23,3 m, em comparação com 219 m ± 4,7 m para Sphecius speciosus, 582 m ± 30,9 m para Sphecius convallis e 18 m ± 5 m para Sphecius hogardii. A espécie é neártica e neotropical, encontrada da América Central ao oeste dos Estados Unidos, em estados como Novo México, Califórnia e todos os estados a oeste das Montanhas Rochosas, exceto Wyoming, além de Kansas, Oklahoma e Nebraska. Sphecius grandis é comumente encontrada em zonas ripárias, observada em locais como Baixa California Norte, Baixa Califórnia do Sul, Coahuila, Nuevo Leon, Tamaulipas e Yucatán no México, além de Granada (Nicarágua), Guanacaste (Costa Rica) e Honduras.

## Interação com humanos
Vespas S. grandis interagem frequentemente com humanos devido à sua tendência de construir ninhos em quintais, jardins e calçadas. O controle de pragas é geralmente desnecessário, pois elas nidificam em áreas com pouca ou nenhuma vegetação, ignoram pessoas, e as fêmeas não são agressivas, reservando seu veneno para as cigarras. No entanto, podem picar se forem agarradas ou pisadas. Apesar de serem as maiores vespas da Califórnia, sua picada varia de levemente entorpecente a moderadamente dolorosa. Os machos, embora menores, são mais agressivos e menos tolerantes a distúrbios.